# Abolqasem Lahouti
Abolqasem Lahouti (en russe : Абулькасим Ахмедзаде Лахути, en persan : ابوالقاسم لاهوتی, en tadjik : Абулқосим Лоҳутӣ), né le 12 octobre 1887 à Kermanshah – mort le 16 mars 1957 à Moscou, est un poète et militant politique iranien actif durant la révolution constitutionnelle persane et au Tadjikistan au début de l’Union soviétique. Il est l’auteur de l’hymne de la république socialiste soviétique du Tadjikistan.